# جمهوری ازو
جمهوری ازو (به ژاپنی: 蝦夷共和国) (ازو کیوواکوکو) دولتی با عمر کوتاه بود که بدست ملازمان پیشین خاندان توکوگاوا در جایی که امروزه هوکایدو نامیده می‌شود تشکیل شد. هوکایدو جزیره‌ای بزرگ اما با جمعیت کم و پراکنده در شمال ژاپن است.

## پیشینه
پس از شکست نیروهای شوگون‌سالاری توکوگاوا در جنگ بوشین (۱۸۶۹) در دوران اصلاحات میجی، بخشی از ناوگان دریایی شوگون تحت فرماندهی دریاسالار انوموتو تاکه‌آکی به جزیره شمال ازو (امروزه با نام هوکایدو شناخته می‌شود) رفتند. این ناوگان شامل چندین هزار سرباز و تعدادی مستشار نظامی فرانسوی با فرماندهی ژول برونت بود. انوموتو برای آخرین بار تلاشش را برای دادخواهی از دادگاه سلطنتی انجام داد تا بتواند به مانند قبل به سنت سامورایی وفادار مانده و مورد تعرض قرار نگیرد اما درخواستش رد شد.

## تأسیس جمهوری

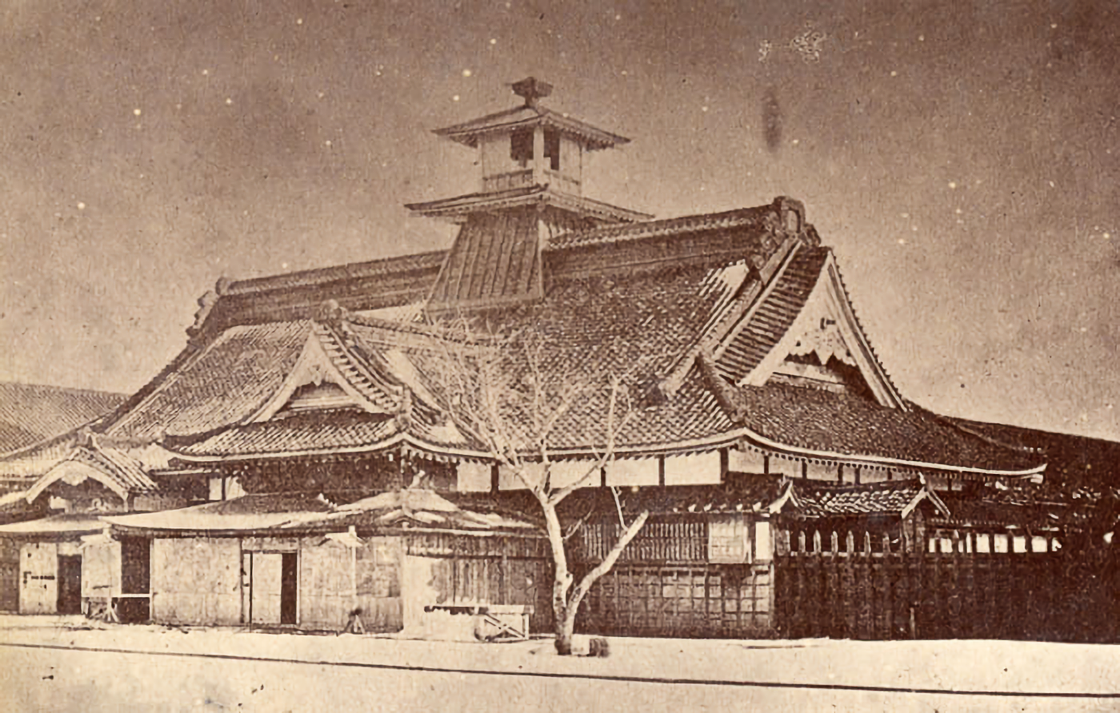
تالار دولتی جمهوری ازو در دژ گوریوکاکو

در ۲۷ ژانویه ۱۸۶۹، جمهوری مستقل ازو با ساختار سازمانی شبیه به ایالات متحده آمریکا و با انتخاب انوموتو به عنوان اولین رئیس‌جمهور (سوسای) اعلام موجودیت کرد. این اولین انتخابات تاریخ ژاپن بود. فرانسه و انگلیس شرایط شناخت دیپلماتیک این جمهوری را به تعویق انداختند اما دولت میجی این کار را نکرد.
جمهوری ازو پرچم خودش را نیز درست کرد که عبارت بود از گل داودی (نشان پادشاهی ژاپن) به همراه یک ستاره قرمز (نماد جمهوری) که بر زمینه آبی قرار داشت. خزانه جمهوری شامل ۱۸۰٬۰۰۰ سکه طلا بود که او از قلعه اوزاکا با عجله پس از شکست شوگون توکوگاوا یوشینوبو در نبرد توبا–فوشیمی در سال ۱۸۶۸ برداشته بود.
در سال‌های ۱۸۶۸ تا ۱۸۶۹، مواضع دفاعی اطراف شبه‌جزیره جنوبی هاکوداته، هوکایدو به همراه استحکامات ستاره‌ای گوریوکاکو گسترش یافتند. نیروها هم تحت فرماندهی فرانسوی-ژاپنی سازماندهی شدند و به چهار بریگاد تقسیم شدند.

## شکست از نیروهای پادشاهی
نیروهای پادشاهی بزودی مواضع خود را در خاک اصلی ژاپن مستحکم کرده و در آوریل ۱۸۶۹ ناوگانی شامل ۷۰۰۰ نفر پیاده‌نظام را عازم هوکایدو کردند. نیروهای پادشاهی به سرعت با پیروزی در نبرد هاکوداته، دژ گوریوکاکو را محاصره کردند. انوموتو در ۲۶ ژوئن ۱۸۶۹ تسلیم شد. گفته می‌شود که کورودا (فرمانده نیروهای پادشاهی) از فداکاری انوموتو در نبرد عمیقاً تحت‌تاثیر قرار گرفته و از اعدام او چشم‌پوشی می‌کند. در سپتامبر همان سال، این جزیره با نام فعلی هوکایدو (منطقه دریای شمالی) نام‌گذاری شد.